# Bautismo de fuego (novela)
Bautismo de fuego (en Polaco:Chrzest ognia) es la tercera novela de La saga del brujo escrita por Andrzej Sapkowski. En ella Geralt inicia un largo viaje hacia Nilfgaard en busca de Ciri, acompañado de Jaskier y Milva, y se encuentra con nuevos aliados y enemigos. Se exponen al lector las miserias de la guerra sobre la gente común.

## Argumento
Tras los incidentes de Thanned, las principales hechiceras supervivientes se reúnen con la idea de refundar un Consejo único que incluya a todas las practicantes de magia, incluidas las elfas y las nilfgaardianas y con ánimo de influir en el futuro que surja una vez acabada la guerra, con el consiguiente espacio vacante para cuando llegue el momento de la incorporación de Ciri. Mientras tanto, la "Leoncilla de Cintra" vive una vida de pillaje y bandidaje como una más del grupo delincuente de "Los Ratas", con el seudónimo de "Falka". Ajeno a ello, creyendo que se encuentra en Nilfgaard Geralt comienza su camino hacia el sur en búsqueda de Ciri, con la compañía de Jaskier y la guía de Milva. Durante el trayecto, coincidirá con el grupo de enanos de Zoltan Chivay y encontrará a dos misteriosos personajes con el deseo (y las enormes reservas de Geralt) de unirse a su expedición: el nilfgaardiano Cahir, hecho prisionero y sentenciado por no entregar a Ciri y rescatado casualmente antes de su entrega a los ejecutores nilfgaardianos, y el barbero herborista Emil Regis, extraño habitante de una cabaña perdida en el bosque.
En este libro se explica la historia de la primera unión entre humanos y elfos: la historia de amor entre el hechicero Creguennan y la maga élfica Lara Dorren, poseedora de la Antigua Sangre, y de cuya alcurnia repleta de desgracias solamente queda una descendiente viva: Cirilla de Cintra, nieta de Calanthe e hija de Pavetta, todas ellas parte de ese oculto y poderoso linaje (de ahí el poder de Pavetta). Esto la convierte en el objetivo de todo tipo de tramas relacionadas con la particular y profética descendencia que pueda tener. En su búsqueda, Geralt y su grupo se irán aproximando cada vez más a los diferentes frentes de guerra, en uno de los que se verá forzado a romper con su neutralidad y demostrar un involuntario heroísmo al servicio de la reina Meve de Lyria y Rivia.